# Arctosa renidescens
Arctosa renidescens este o specie de păianjeni din genul Arctosa, familia Lycosidae, descrisă de Jan Buchar și Thaler, 1995. Conform Catalogue of Life specia Arctosa renidescens nu are subspecii cunoscute.